# Stazione di Marrubiu-Terralba-Arborea
La stazione di Marrubiu-Terralba-Arborea, in passato denominata stazione di Marrubiu, stazione di Terralba-Mussolinia e stazione di Terralba, è una stazione ferroviaria situata lungo la ferrovia Cagliari-Golfo Aranci nel comune di Marrubiu, al servizio di questo centro e di quelli di Terralba ed Arborea.

## Storia

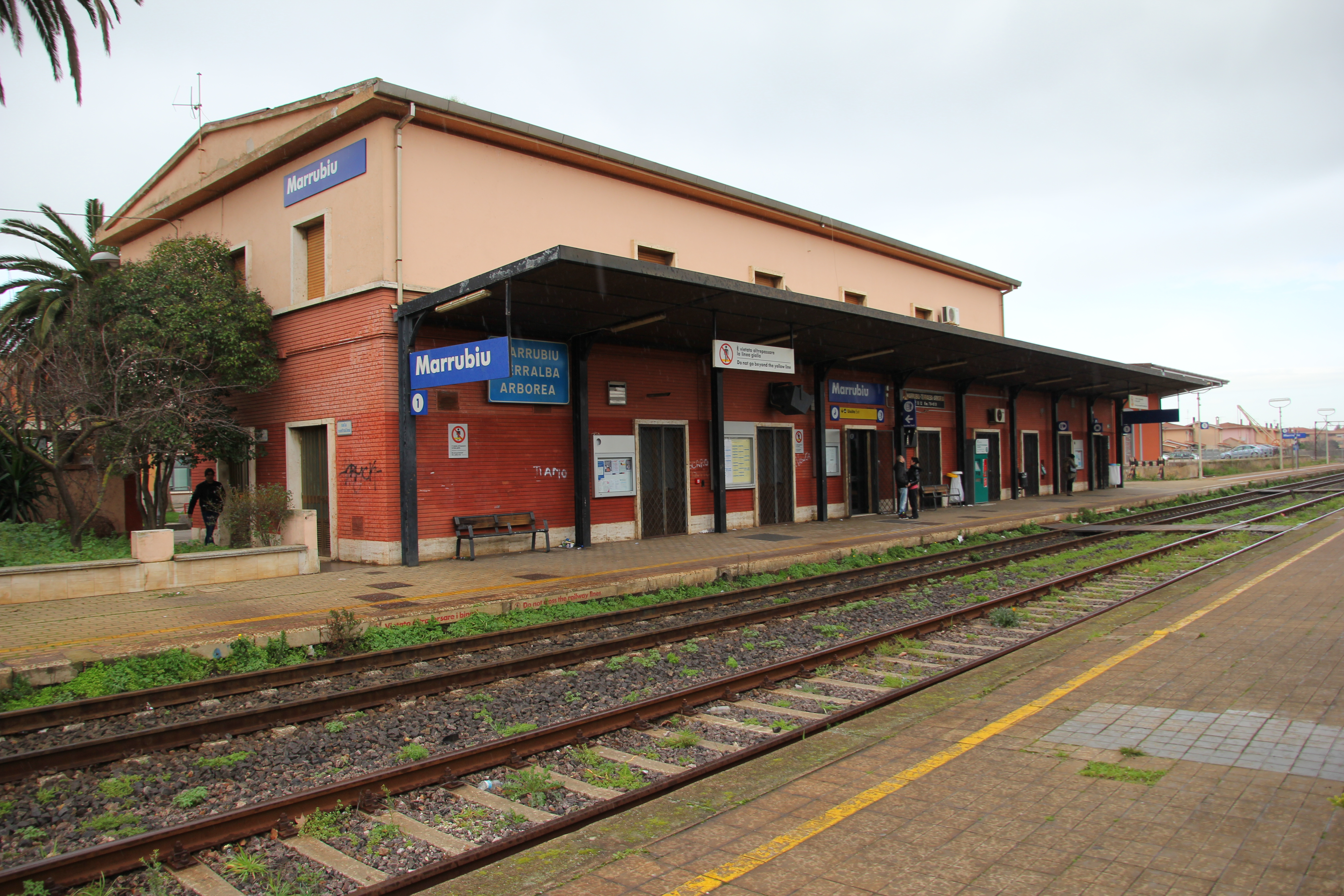
Il fabbricato viaggiatori della stazione, che dal 1949 è identificata dal nome dei centri di Marrubiu, Terralba e Arborea

La storia dello scalo ferroviario di Marrubiu ha inizio nella seconda metà del XIX secolo, quando la Compagnia Reale delle Ferrovie Sarde, incaricata di costruire e gestire le prime linee ferroviarie pubbliche della Sardegna, aprì al traffico il tronco San Gavino Monreale-Oristano della principale linea sarda, la Cagliari-Golfo Aranci. Precisamente fu il 15 gennaio 1872 il giorno in cui i primi treni delle Ferrovie Reali percorsero in servizio effettivo questa tratta, sostando anche nella stazione all'epoca nota col solo nome di Marrubiu, che fu inaugurata nell'occasione.
Passata alla gestione delle Ferrovie dello Stato nel 1920, la stazione mutò nome in conseguenza delle modifiche amministrative del 1928, anno in cui Marrubiu divenne frazione di Terralba, e il nome dello scalo mutò in Terralba-Mussolinia (quest'ultima in seguito Arborea).
Durante la seconda guerra mondiale nell'impianto furono decentrate le strutture per la manutenzione del materiale leggero, con la caduta del fascismo inoltre lo scalo fu ribattezzato col nome della sola Terralba. Nel dopoguerra Marrubiu riconquistò l'autonomia amministrativa, e si giunse alla tripla denominazione Marrubiu-Terralba-Arborea nel 1949. Dal 2001 l'impianto è gestito da Rete Ferroviaria Italiana.

## Strutture e impianti

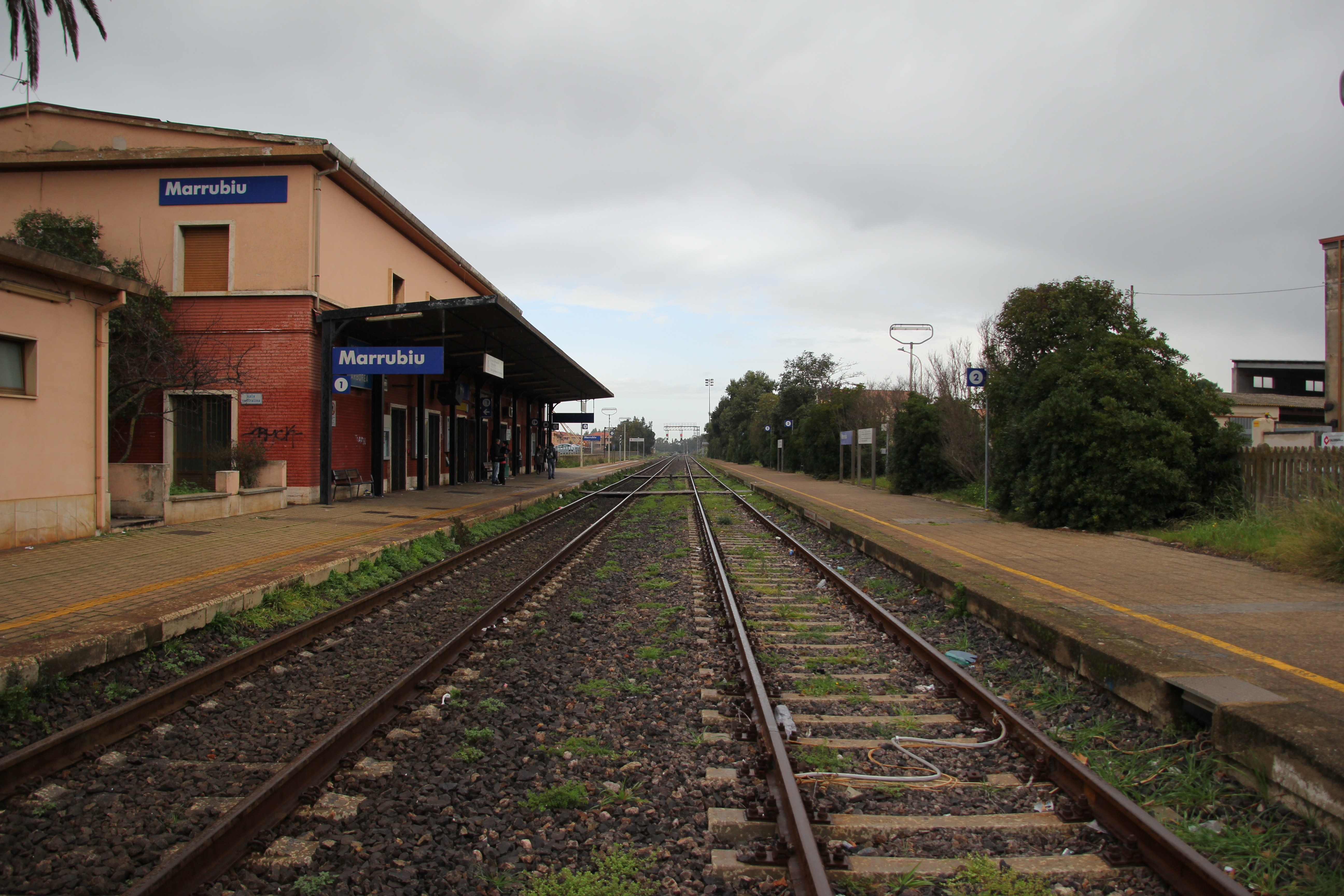
L'area viaggiatori con in primo piano i due binari impiegati per questo servizio, visti in direzione Golfo Aranci

La stazione è costruita lungo la ferrovia Cagliari-Golfo Aranci, e si trova nella zona nord-est di Marrubiu.
Dal punto di vista infrastrutturale, lo scalo dispone di due binari utilizzati per la sosta dei treni passeggeri, di cui il primo di corsa, ognuno dotato di una propria banchina. Ad essi si aggiungono due ulteriori binari tronchi, al servizio dello scalo merci della stazione (in disuso data la cessazione di un regolare servizio di treni merci in Sardegna e impiegati solo occasionalmente per il ricovero di mezzi di RFI), che si diramano dal primo binario, e che terminano a nord del fabbricato viaggiatori. Lo scalo merci è dotato inoltre di un piano caricatore, di una gru, di un piazzale per l'interscambio gomma-ferro e di un magazzino, edificio quest'ultimo a pianta quadrata. Quest'area visto il pressoché totale inutilizzo per i suoi fini originari è stata destinata in parte a parcheggio autoveicoli.

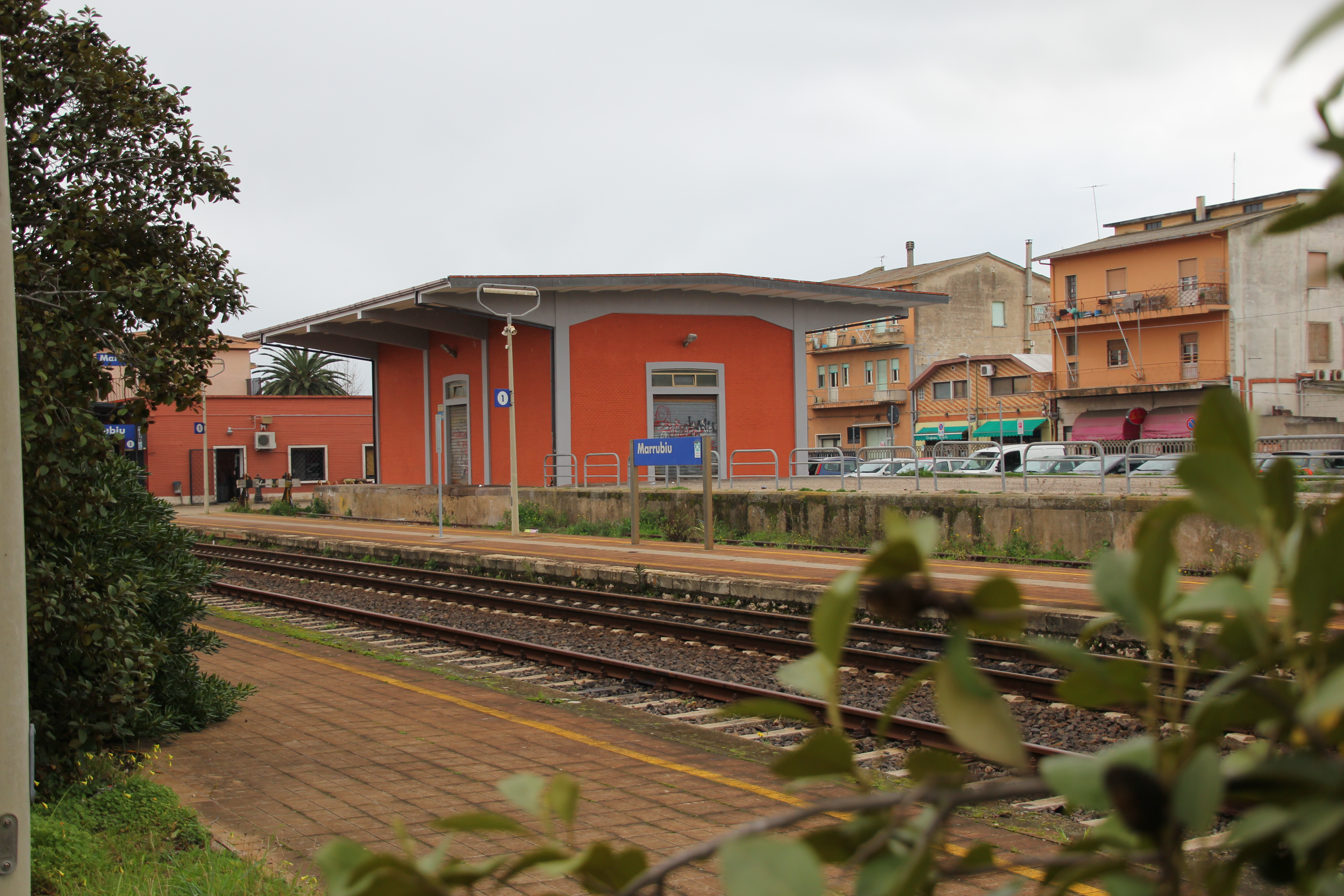
L'ex magazzino merci della stazione, utilizzato in passato quando tale servizio era espletato nell'isola

Riguardo agli altri edifici dell'impianto il principale è il fabbricato viaggiatori, esteso su due piani (di cui solo il primo in uso per l'attività ferroviaria), a pianta rettangolare (modificata nel corso degli anni da corpi aggiunti) e con otto luci di apertura sui lati maggiori e due sui minori, in cui sono ospitati i locali per l'utenza e per la gestione del traffico ferroviario, questi ultimi in disuso essendo la dirigenza movimento espletata in remoto dal DCO di Cagliari. A sud del fabbricato viaggiatori è presente un ulteriore edificio di servizio esteso su un singolo piano, a ridosso del passaggio a livello sulla via Napoli che attraversa l'impianto; un'altra piccola costruzione per fini di servizio è posta invece all'altezza del deviatoio di raddoppio a sud della stazione.

## Movimento
La stazione è raggiunta dai treni regionali di Trenitalia, che la collegano con i centri presenti lungo la Dorsale Sarda e con quelli del Sassarese.

## Servizi

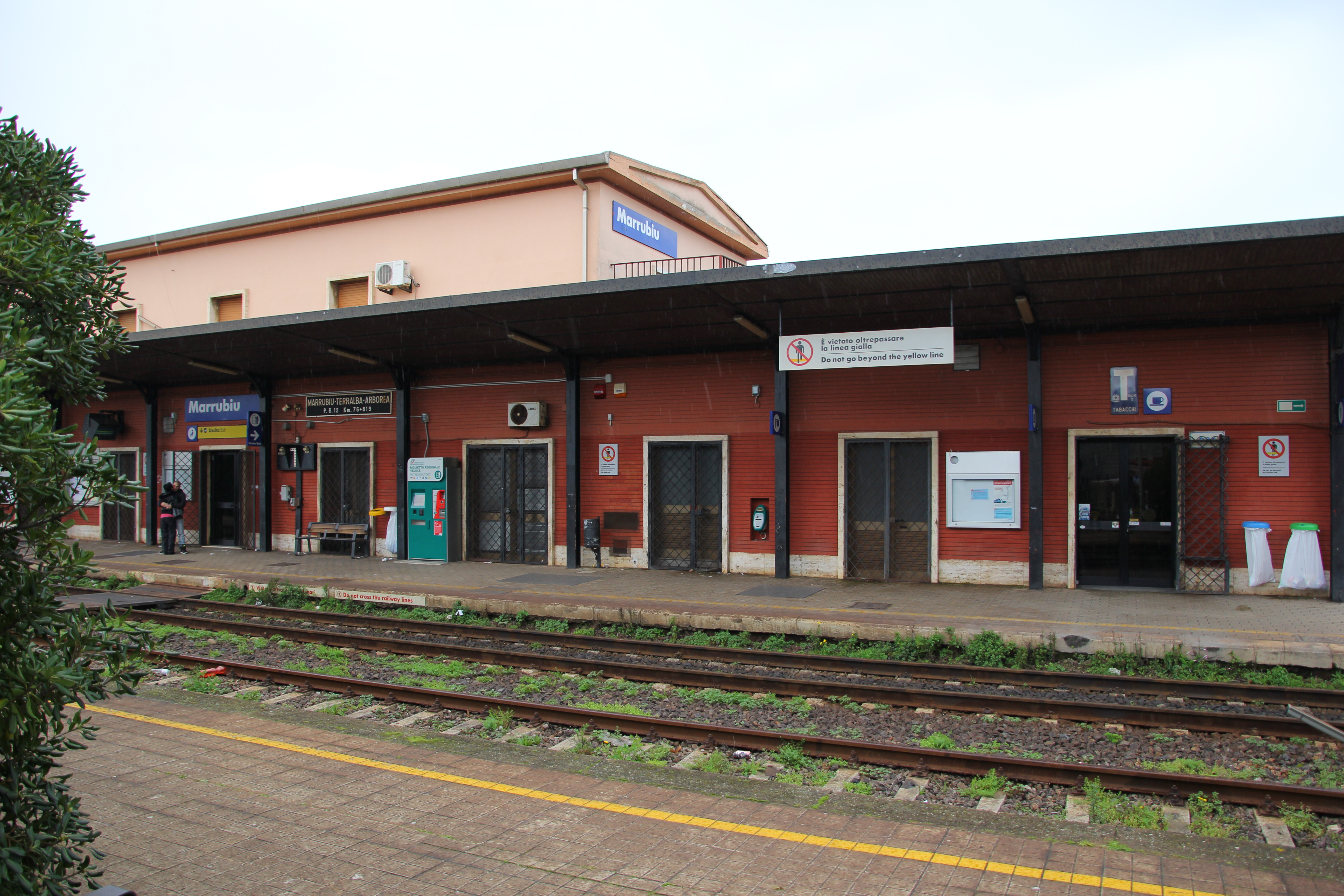
Il fabbricato viaggiatori ospita alcuni servizi all'utenza: visibile sulla banchina inoltre la biglietteria automatica dell'impianto

La stazione, classificata commercialmente da RFI nella categoria "bronze", è accessibile all'utenza portatrice di handicap di tipo motorio.
Per quanto riguarda i servizi l'accesso ai treni è garantito da due banchine poste alle estremità del sedime ferroviario, di cui quella del binario 1 attigua al fabbricato viaggiatori e dotata di pensilina, collegate tramite una passerella sui binari. Nel fabbricato viaggiatori sono ospitati alcuni servizi all'utenza, tra cui una sala d'aspetto ed una biglietteria automatica; quest'ultima ha sostituito l'analogo servizio a sportello presente in stazione sino al 2011.
- Biglietteria automatica
- Sala d'attesa
- Bar

## Interscambi

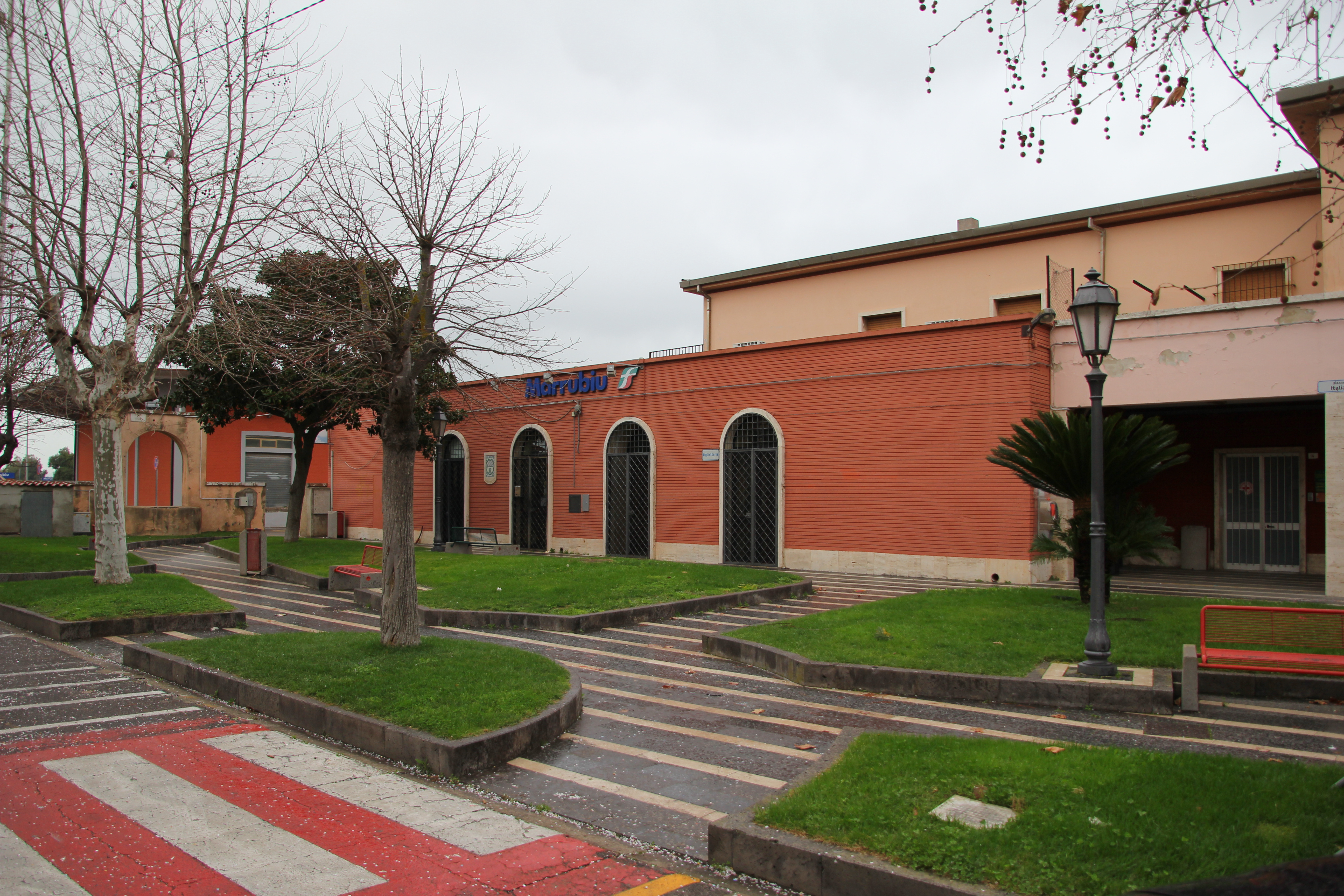
Il fabbricato viaggiatori visto dall'esterno della stazione: in quest'area sono presenti alcune fermate di autolinee

Dinanzi alla stazione è presente una fermata delle autolinee interurbane dell'ARST e della FATA.
- Fermata autobus